# Пам'ятник Віктору Понєдєльніку (Ростов-на-Дону)
Пам'ятник Віктору Понєдєльніку (рос. Памятник Виктору Понедельнику), також скульптура «Футболіст» — бронзова скульптурна композиція, встановлена поблизу стадіону «Олімп-2» у Ростові-на-Дону в 2015 році на честь футболіста Віктора Понєдєльніка, забив «золотий гол» у фіналі Кубка Європи в 1960 році.

## Історія
В 2013 році в Ростові-на-Дону за ініціативою міністерства спорту Ростовської області був організований конкурс зі створення скульптури знаменитого футболіста Віктора Понєдєльніка. У серпні того ж року, ростовському скульптору Дмитру Линдіну запропонували взяти участь у конкурсі. У вересні скульптор представив зразок своєї роботи, виконаний з глини. Разом з ним змагалося 3 інших учасників. Була організована комісія, до складу якої увійшли: віце-губернатор регіону Сергій Горбань, футболіст Віктор Понєдєльнік і міністр спорту Ростовської області Юрій Баланхин. За результатами конкурсу переможцем був обраний Дмитро Линдін. Єдину правку, яку повинен був зробити скульптор в своїй роботі, була висота футбольних гетр — вона повинна була бути збільшена.
Створення бронзової скульптури зайняло 2 місяці, з вересня по листопад 2013 року. Собівартість матеріалів була оцінена в 750 тисяч рублів, сам скульптор і ливарники за роботу грошей не вимагали. Висота скульптури складає 2 метри.
Спочатку датою встановлення пам'ятника була оголошена весна 2014 року. Але через фінансові нюанси — відшкодування витрат на матеріали — дата була перенесена на невизначений термін. У липні 2014 року, стало відомо, що сума в розмірі 96,5 тисяч рублів, була зібрана і виділена на пам'ятник ветеранами футболу та донський федерації футболу.
Міністра донського спорту заявив, що встановлення і відкриття пам'ятника було вирішено приурочити до дня, коли відбудеться перший матч ФК «Ростов» в Лізі Європи УЄФА. Пам'ятник вирішили розташувати поблизу стадіону «Олімп-2». Відкриття пам'ятника футболістові Віктору Понєдєльніку, який також часто називають скульптурою «Футболіст», що відбулося 28 серпня 2015 року. На урочистій церемонії був присутній заступник губернатора Ростовської області Ігор Гуськов.